# Група армій кронпринца Рупрехта
Група армій кронпринца Рупрехта Баварського (нім. Heeresgruppe Kronprinz Rupprecht von Bayern) — група армій Імперської армії Німеччини за часів Першої світової війни.

## Історія
Група армій кронпринца Рупрехта Баварського була сформована 28 серпня 1916 року на Західному фронті шляхом розгортання армійської групи генерала фон Гальвица. До її складу входили:
- 1-ша армія (липень 1916 — квітень 1917) (Фріц фон Белов)
- 2-га армія (липень 1916 — листопад 1918) (Макс фон Гальвиц, згодом — Георг фон дер Марвиц, Адольф фон Карловіц)
- 6-та армія (серпень 1916 — листопад 1918) (Людвіг фон Фалькенгаузен, згодом — Отто фон Белов, Фердинанд фон Каст)
- 7-ма армія (серпень 1916 — квітень 1917) (Ріхард фон Шуберт, згодом — Макс фон Боен)
- 4-та армія (березень 1917 — листопад 1918) (Фрідріх Бертрам фон Армін)
- 17-та армія (лютий — листопад 1918) (Отто фон Белов, згодом — Бруно фон Мудра)